# Mnium denticulosum
Mnium denticulosum là một loài Rêu trong họ Mniaceae. Loài này được P.C. Chen ex X.J. Li & M. Zang mô tả khoa học đầu tiên năm 1979.